# 글로리 데이즈 (1995년 영화)
《글로리 데이즈》(영어: Glory Daze)는 1995년 개봉한 미국의 독립 코미디 영화이다. 리치 윌크스 감독이 연출과 각본을 맡았다. 이 영화에는 벤 애플렉, 샘 록웰, 메건 워드, 프렌치 스튜어트, 존 리스데이비스, 얼리사 밀라노, 스폴딩 그레이 등이 주조연으로 출연하였고, 매슈 매코너헤이, 메러디스 샐린저, 맷 데이먼, 브렌던 프레이저와 리아 레미니가 작은 역할로 등장했다.

## 출연진
- 벤 애플렉
- 샘 록웰
- 메건 워드
- 프렌치 스튜어트
- 크리스틴 바워
- 비니 더레이머스
- 비엔 홍
- 메리 워로노프
- 엘리자베스 루시오
- 존 리스데이비스
- 얼리사 밀라노
- 스폴딩 그레이
- 메러디스 샐린저
- 매슈 매코너헤이
- 맷 데이먼
- 브렌던 프레이저
- 리아 레미니
- 숀 훼일런

## 기타 제작진
- 라인 제작: 마이클 스티븐 퍼라리
- 공동 제작: 크리스토퍼 슬레이터
- 배역: 펄리샤 퍼사노
- 미술: 앨프리드 솔
- 의상: 재클린 G. 아서